# Abú Masaifa
Abú Masaifa seria un musulmà nascut o resident a Xàtiva que va ser suposadament l'introductor del paper a Europa, construint el primer molí paperer en 1074. L'existència real d'Abú Masaifa està qüestionada. Va ser l'historiador de Vila-real resident a Xàtiva, Carlos Sarthou Carreres, qui va afirmar que la instal·lació en el segle xi del primer a Xàtiva, i, per extensió a Europa, havia estat obra d'un tal Abú Masaifa.